# Trichogaster
Trichogaster Bloch & Schneider, 1801 è un genere di pesci ossei d'acqua dolce, appartenente alla famiglia Osphronemidae (sottofamiglia Luciocephalinae).

## Etimologia
Il nome scientifico del genere deriva dall'unione delle parole greche thrix (pelo, capello) + gaster (stomaco) indicanti la presenza di appendici filiformi sul ventre.

## Diffusione e habitat
I Trichogaster sono diffusi in Thailandia, Malaysia e nell'arcipelago indonesiano (prevalentemente Sumatra e Borneo).

## Descrizione
Queste specie presentano un corpo molto compresso ai fianchi, dal profilo ovaloide. La pinna dorsale è ovale, ampia, e ancora di più lo è l'anale. Le pinne ventrali sono filiformi e molto mobili, la caudale è a delta, dagli angoli arrotondati. La livrea varia da specie a specie. La lunghezza massima si attesta tra i 7 cm e i 13 cm.

## Riproduzione
Come le altre specie della famiglia Osphronemidae.

## Tassonomia
In seguito ad una revisione tassonomica, le specie precedentemente incluse nel genere Colisa Cuvier, 1831 sono state incluse in questo genere.

### Specie
Il genere Trichogaster comprende le seguenti specie:
- Trichogaster chuna (Hamilton, 1822)
- Trichogaster fasciata Bloch & Schneider, 1801
- Trichogaster labiosa Day, 1877
- Trichogaster lalius (Hamilton, 1822)